# Psychotechnik
Psychotechnik ist ein historischer Begriff für die Anwendung psychologischer Konzepte zur Optimierung von „Mittel und Zweck“ in allen Lebensbereichen und bildete einen Teilbereich der angewandten Psychologie. Die Psychotechnik befasste sich als erste psychologische Disziplin mit den betrieblichen Fragen der Berufseignung, Arbeitsplatzzuteilung (Eignung und Auslese) und Arbeitsleistung (Monotonie und Ermüdung, Leistung und Arbeitsgestaltung) oder Werbung. Sie kann als klassischer Vorläufer der heutigen Arbeitspsychologie angesehen werden und fand ihren Niederschlag auch in der Wirtschafts- und Organisationspsychologie.
Die Psychotechnik verbreitete sich rasch in Europa, den USA und auch in der Sowjetunion. Ihre erste Anwendung fand sie in den Kriegsmaschinerien während des Ersten Weltkrieges und hatte ihre Blütezeit zwischen den beiden Weltkriegen.

## Geschichte

### Begriff
William Stern führt den Begriff 1903 zum ersten Mal ein, um damit die Anwendung der Psychologie, oder genauer der „psychologischen Einwirkung“ in allen Lebensbereichen von der Psychognostik zu unterscheiden. Stern selbst bezieht die Psychotechnik jedoch vorrangig auf pädagogische und therapeutische Einwirkungen.
Hugo Münsterberg griff 1914 den Begriff Psychotechnik auf und fasste ihn zunächst als Oberbegriff für die gesamte angewandte Psychologie: „Jede Sphäre menschlicher Kultur bietet (...) Probleme der Psychotechnik dar.“. Dadurch, dass Münsterberg jedoch als erster die angewandte Psychologie programmatisch und planmäßig in den Dienst der Wirtschaft stellte, schränkte sich der zunächst allgemein gehaltene Begriff der Psychotechnik immer mehr auf das wirtschaftliche Gebiet ein.
Auch Walter Moede fasste den Begriff der Psychotechnik im Sinne von Psychologie und Wirtschaft auf. Er schlug schließlich den Begriff „Industrielle Psychotechnik“ vor, um damit die Anwendung der Psychologie speziell in Industriebetrieben zu bezeichnen. Dabei unterschied er die „Industrielle Objektpsychotechnik“ (Anpassung der industriellen Arbeitsbedingungen an den Menschen im Sinne ergonomischer Gestaltung) und „Industrielle Subjektpsychotechnik“ (Anpassung des Menschen an die industriellen Arbeitsbedingungen durch Anwendung von Erkenntnissen der Differentiellen Psychologie zur Eignungsdiagnostik, Führung und Weiterbildung).

### Selbstverständnis
Nicht nur der Begriff, auch das Selbstverständnis der Psychotechnik wurde entscheidend von Münsterberg geprägt. Und so war nicht nur der Blick auf den Menschen und die Arbeit, sondern auch der Stellenwert der eigenen Disziplin von sehr technischen Überlegungen dominiert: Die Psychotechnik sollte nur Mittel zum Zweck und „vollkommen von der Vorstellung der wirtschaftlichen Ziele beherrscht“ sein (Münsterberg, 1912, zitiert nach Frieling & Sonntag, 1999, S. 27). Fragen nach Recht, Unrecht oder Moral sollten sich dem Psychotechniker nicht stellen, er sollte seine Aufgaben wertfrei erfüllen.

### Wichtige Studien
Die Psychotechnik versuchte anhand wissenschaftlicher psychologischer Forschung eine Optimierung wirtschaftlicher/betrieblicher Prozesse zu erreichen. Wichtige Ergebnisse psychotechnischer Studien sind im Folgenden kurz aufgeführt:
- Beschreibung der Strukturierungs- und Umstrukturierungsvorgänge durch Übung (Blumenfeld, 1928)
- Mensch-Maschine-Interaktion als dynamische Einheit, Vorschlag für die Entwicklung eines Anlernverfahrens (Lewin und Rupp, 1928)
- Einführung von Pausen führt zu einer deutlichen Steigerung der Leistung bei gleichzeitig abnehmender Ermüdung (Efimoff und Zibakowa, 1926)
- Mischarbeit bewirkt gegenüber der lediglich durch Pausen unterbrochenen Locharbeit eine Leistungssteigerung (Krause, 1933)
- Kraftaufwand bei Bandarbeit geringer als bei freier Arbeit (Düker, 1929)
- Wirkung der zeitlichen Regelung von Arbeitsvorgängen (Graf, 1930)

### Blütezeit und Krise
Den ersten Aufschwung erlebte die Psychotechnik während des Ersten Weltkrieges, als „die schnelle Ersetzung und sparsamste Anwendung menschlicher Arbeitskraft“  benötigt wurde (Ulich, 2005). Nach Ende des Ersten Weltkrieges sollte die Psychotechnik helfen, der Wirtschaft wieder Schwung zu verleihen. In der ersten Dekade nach dem Krieg wurden sowohl an Hochschulen wie auch anderen Institutionen des öffentlichen Lebens (Reichswehr, Reichspost, Städte und Kommunen usw.) psychotechnische Labors und Versuchsstellen eingerichtet. Im Gegensatz zu Deutschland oder den USA war in Großbritannien der Staat stark an der Institutionalisierung der Psychotechnik beteiligt und diese verlief sehr zentralisiert.
Eignungsdiagnostik, Personalauslese und -schulung verdrängten die anderen Anwendungsbereiche der Psychotechnik und führten zu einer Einengung des psychotechnischen Blickwinkels auf die Anpassung des Arbeiters an die Arbeitsbedingungen (Subjektpsychotechnik).
Kurz danach begann bereits die Krise der Psychotechnik. Zum einen mangelte es an einer gemeinsamen theoretischen und methodischen Basis, auf die sich die praktischen Lösungsansätze hätten stützen können. Zum anderen führte die Einengung auf die Subjektpsychotechnik zu Unmut bei den Gewerkschaften, da sich die Arbeitenden einer willkürlichen und beliebigen Auswahl und Ausbeutung ausgesetzt sahen.
Am schwersten wog jedoch die ideologische Krise der Psychotechnik: Die nach der Machtergreifung der Nationalsozialisten in Deutschland verbliebenen Psychologen passten ihre Theorien an das faschistische Gedankengut an und nutzen die Psychotechnik, um das NS-Regime zu stützen. In der Folge wurde die Psychotechnik vom neuen Regime zwar besonders gefördert, doch war sie wissenschaftlich schon 1933 an ihre Grenzen gestoßen und sollte nach dem Ende des Zweiten Weltkrieges – zumindest in ihrer bisherigen Form – an Bedeutung verlieren.

## Weitere Entwicklung und Gegenwart
Die Psychotechnik führte schließlich zu einer Überbetonung der wirtschaftlichen und technischen Aspekte der Arbeit, an welche der Arbeitende angepasst werden sollte (Subjektpsychotechnik). Dies und der Mangel an gesellschaftspolitischer Verantwortlichkeit und Selbstreflexion, die zumindest in Deutschland zu einer Verschmelzung mit der NS-Ideologie führte, brachte den Begriff der Psychotechnik schließlich in Verruf. Giese setzte schon 1927 dem Begriff der Psychotechnik den der Wirtschaftspsychologie entgegen und betonte, dass die Anpassung des Arbeitsumfeldes an den Arbeitenden (Objektpsychotechnik) den Schwerpunkt psychologischer Arbeit im Wirtschaftsleben ausmachen müsse.
Heute ist die Psychotechnik selbst nur noch von wissenschaftshistorischer Bedeutung. Sie legte jedoch den Grundstein für die Forschungsfelder der Arbeitswissenschaft und der Arbeitspsychologie, in denen sich noch immer Erkenntnisse und Theorien der Psychotechnik wiederfinden. So vertrat Georges Friedmann 1952 den Standpunkt, ohne die Psychotechnik wären die beängstigenden Probleme der Entmenschlichung nicht ins Zentrum der wissenschaftlichen Forschung gerückt.

## Ausstellung
Das Adolf-Würth-Zentrum für Geschichte der Psychologie der Universität Würzburg zeigt seit Dezember 2017 bis voraussichtlich Frühjahr 2020 eine Ausstellung mit dem Titel Psychotechnik – eine junge Wissenschaft findet ihre Anwendung.